# 密集
| ウィキペディアには「密集」という見出しの百科事典記事はありません（タイトルに「密集」を含むページの一覧/「密集」で始まるページの一覧）。 代わりにウィクショナリーのページ「密集」が役に立つかもしれません。 |